# Tiurana
Tiurana è un comune spagnolo di 32 abitanti situato nella comunità autonoma della Catalogna.